# Simples contes des collines
Plain Tales from the Hills
Simples contes des collines (titre original : Plain Tales from the Hills), paru en 1888, est le premier des recueils de nouvelles ayant été publié par Rudyard Kipling. Ce livre contient quarante histoires courtes, parmi lesquelles vingt-huit ont d'abord paru dans la Civil and Military Gazette (CMG) de Lahore au Penjab (Inde britannique), entre novembre 1886 et juin 1887. « Les autres contes sont plus ou moins nouveaux ». Kipling était entré comme journaliste à la CMG en 1882 avant l'âge de vingt ans. Il s'agissait de son premier emploi.
Le titre du recueil constitue un jeu de mots intraduisible en français, car le mot anglais « plain » veut dire à la fois « plaine » (par opposition aux collines) et « simple », en référence à la simplicité presque ordinaire du style narratif (ainsi une traduction française  rendant approximativement ce sens pourrait être : « Plates histoires des collines »). Plusieurs histoires ont pour cadre la station d'altitude (Hill Station) de Simla qui était la capitale estivale du Raj Britannique durant la saison chaude. Cependant, toutes les nouvelles n'ont pas pour cadre la vie dans les « collines » : Kipling donne un aperçu de divers autres aspects de la vie dans l'Inde Britannique. 
Dans ces contes, on voit apparaître pour la première fois des personnages tels que Mrs. Hauksbee, le policier Strickland et les Soldiers Three (Privates Mulvaney, Ortheris et Learoyd). 

## Liste des nouvelles du recueil
- Lispeth
- Three and - an Extra
- Thrown Away
- Le Saïs de Mademoiselle Youghal (Miss Youghal's Sais)
- Yoked with an Unbeliever'
- False Dawn
- The Rescue of Pluffles
- Cupid's Arrows
- The Three Musketeers
- His Chance in Life
- Watches of the Night
- The Other Man
- Consequences
- The Conversion of Aurelian McGoggin
- The Taking of Lungtungpen
- A Germ-Destroyer
- Kidnapped
- The Arrest of Lieutenant Golightly
- In the House of Suddhoo
- His Wedded Wife
- The Broken-link Handicap
- Beyond the Pale
- In Error
- A Bank Fraud
- Tods' Amendment
- The Daughter of the Regiment
- In the Pride of his Youth
- Pig
- The Rout of the White Hussars
- The Bronckhorst Divorce-case
- Venus Annodomini
- The Bisra of Pooree
- A Friend's Friend
- The Gate of the Hundred Sorrows
- The Madness of Private Ortheris
- The Story of Muhammad Din
- On the Strength of a Likeness
- Wressley of the Foreign Office
- By Word of Mouth
- To be Filed for Reference

Certains des personnages de ces nouvelles réapparaissent dans le roman Kim, paru en 1901.